# Роббинс, Ройал
Ройал Роббинс (англ. Royal Robbins; 3 февраля 1935, Пойнт-Плезант, Западная Виргиния, США — 14 марта 2017, Модесто, Калифорния, США) —  один из пионеров американского скалолазания.

## Биография
В 1957 г. совместно с Майком Шерриком (Mike Sherrick) и Джерри Галвасом (Jerry Galwas) совершает подъем на гранитную скалу Хаф-Доум, один из символов национального парка Йосемити. Созданный альпинистами маршрут — «Regular Route», стал самым посещаемым на Северо-Западной стене этой скалы. Их восхождение заняло 5 дней. Это восхождение положило начало истории Больших стен или Big Wall — класса альпинистских восхождений, целью которых является покорение вершины по маршруту, проходящему по вертикальной стене.
В 1960 году за 7 дней без использования тактики «осады» Ройал Роббинс (Royal Robbins) с Джо Фитчен (Joe Fitschen), Чак Пратт (Chuck Pratt) и Том Фрост (Tom Frost) прошли по маршруту Нос (The Nose).
В 1961 г. совершает подъем на Эль-Капитан (El Capitan) Йосемити, штат Калифорния, США

В 1962 г. совместно с Гэри Хеммингом совершает подъем на Пик Пти-Дрю в Шамони (Франция).
В 1971 г. публикует свою первую книгу «Основы скалолазания» («Basic rockcraft»). В 1973 г. издается его новая книга «Advanced rockcraft».
В 1978 году у Роббинса диагностирован псориатический артрит, в связи с чем пришлось отказаться от серьезных восхождений. Роббинс переключился на каякинг.

## Публикации
- «Основы скалолазания» («Basic rockcraft»);
- «Продвинутый курс скалолазания» («Advanced rockcraft»)

## Производство одежды
После своего успеха в качестве альпиниста Ройал Роббинс с женой Лиз Роббинс основал одноименную линию одежды, положившую начало известной торговой марки 5.11 Tactical.